# Gregor de Tours

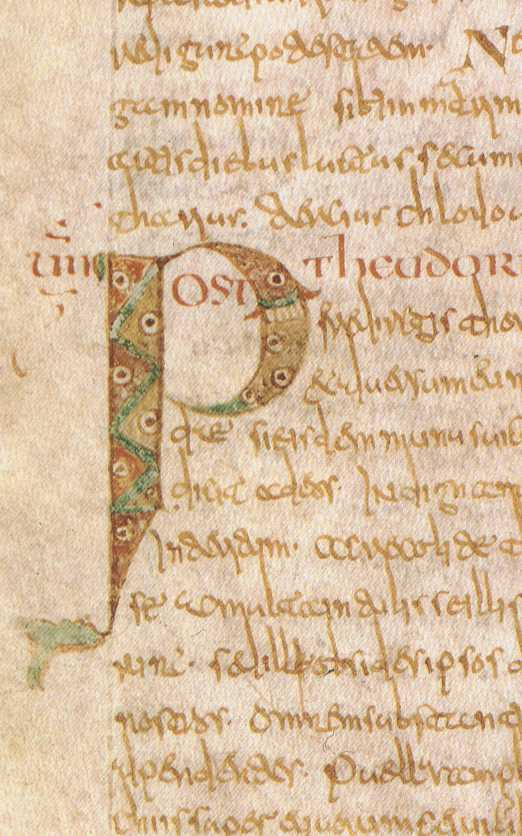
Fragment din Decem libri historiarum, Biblioteca Națională din Paris

Gregor de Tours, alternativ Grigore de Tours,  (în franceză Grégoire de Tours, în latină Gregorius Florentius) (n. 30 noiembrie 538, Riom, în apropiere de Clermont-Ferrand - d. 17 noiembrie 594, Tours) a fost episcop de Tours, istoric și hagiograf. Lucrarea sa Zece cărți ale istoriei (în latină Decem libri historiarum) constituie unul din cele mai importante izvoare pentru perioada de tranziție de la Antichitatea târzie la Evul Mediu timpuriu.